# توآ تینه
توآ تینه (به لاتین: Tỏa Tình) یک منطقهٔ مسکونی در ویتنام است که در استان دین‌بین واقع شده‌است.

## خصوصیات
توآ تینه ۶۵٫۰۴ کیلومترمربع مساحت و ۱٬۵۷۳ نفر جمعیت دارد.